# Busajrin
Busajrin (arab. ‏بسيرين‎) – miejscowość w Syrii, w muhafazie Hama. W 2004 roku liczyła 4697 mieszkańców.